# Ave (sub-região)
O Ave é uma sub-região portuguesa situada no noroeste do país, pertencendo à região do Norte. Tem uma extensão total de 1 452,9 km2 e com uma população de 418 455 habitantes em 2021 resultando numa densidade populacional de 288 habitantes por km2.
A área geográfica, da sub-região NUTS III do Ave, está limitada a norte com o Cávado, a leste com o Alto Tâmega, a sudeste com o Douro, a sul com o Tâmega e Sousa e a sudoeste com a Área Metropolitana do Porto.
Está composta por oito municípios e 189 freguesias, sendo Guimarães, com os seus 54.178 habitantes dentro dos limites da cidade e 156.849 habitantes em todo o município, a maior cidade e o maior município do Ave, sendo a cidade administrativa da sub-região e da Comunidade Intermunicipal do Ave.

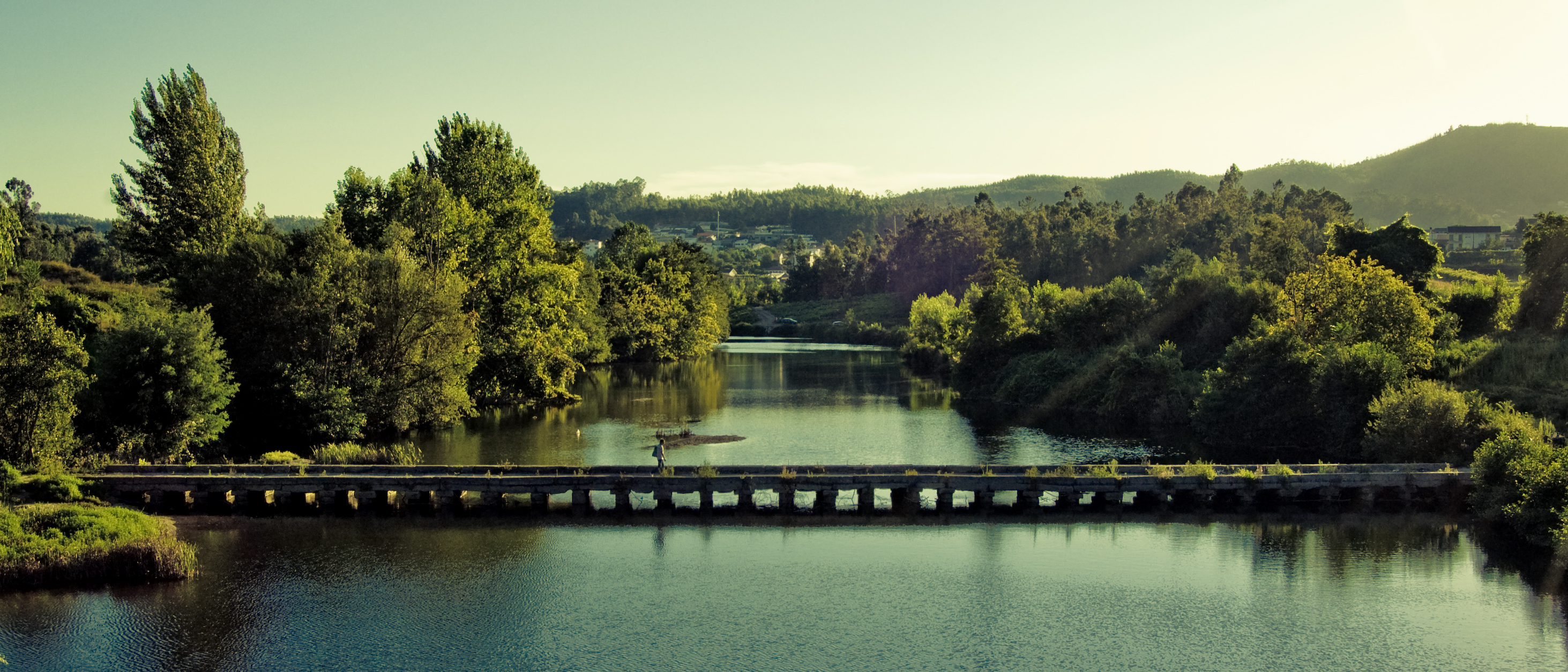
O Rio Ave, que dá nome à região, na zona das Taipas

## Municípios
Compreende 8 municípios:
- Cabeceiras de Basto
- Fafe
- Guimarães
- Mondim de Basto
- Póvoa de Lanhoso
- Vieira do Minho
- Vila Nova de Famalicão
- VizelaGuimarães é a principal cidade da região

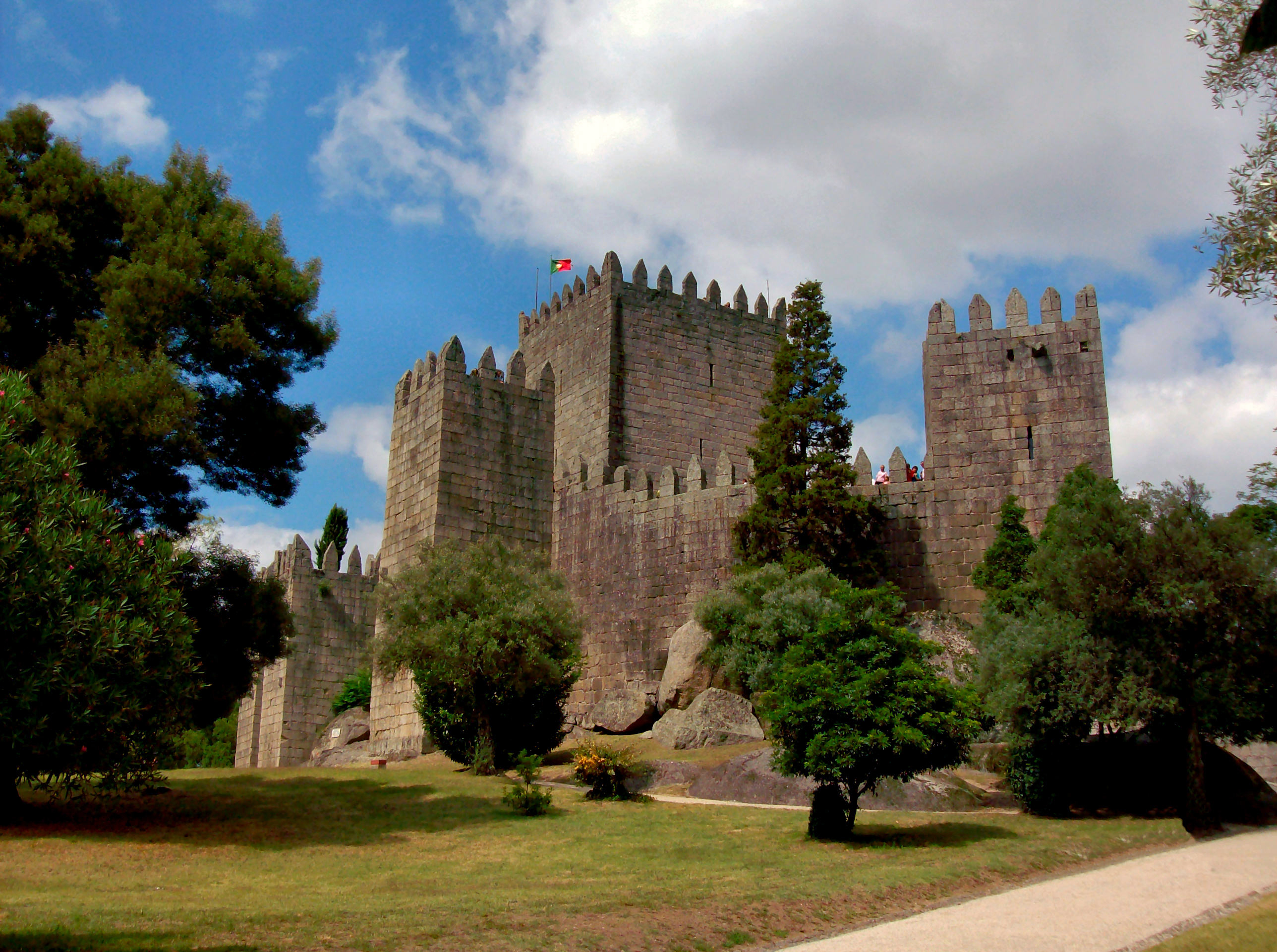
Guimarães é a principal cidade da região

Estes municípios estão agrupados na Comunidade Intermunicipal do Ave.
Antigos municípios da sub-região do Ave:
- Santo Tirso
- Trofa

## Evolução
Esta sub-região começou por ter, em 1989, apenas 6 municípios: Fafe, Guimarães, Póvoa de Lanhoso, Vieira do Minho, Vila Nova de Famalicão e Santo Tirso.
Em 2002, já tinha sido incorporados os municípios (entretanto criados) de Trofa e Vizela.
Em 2008, ao passo que Cabeceiras de Basto e Mondim de Basto, da NUTS III do Tâmega, foram integrados nesta sub-região os municípios de Trofa e Santo Tirso passaram a integrar a unidade territorial do Grande Porto, já que fazem parte também do Distrito do Porto.

## População

### Habitantes
Dado aos dados dos Censos 2021, o Ave registou 418.455 habitantes, menos 6.956 habitantes comparado com os Censos de 2011. Dos oito municípios só Vizela registou um aumento de habitantes. O diminuição de habitantes do Ave foi na ordem dos 1,6%.
| Municípios          | Área (km²) | Habitantes (2021) | Habitantes (2011) | Variação |
| ------------------- | ---------- | ----------------- | ----------------- | -------- |
| Guimarães           | 240,95     | 156 830           | 158 124           | -0,8%    |
| Famalicão           | 201,59     | 133 534           | 133 832           | -0,2%    |
| Fafe                | 219,08     | 48 497            | 50 633            | -4,2%    |
| Vizela              | 24,70      | 23 896            | 23 736            | +0,7%    |
| Póvoa de Lanhoso    | 134,65     | 21 775            | 21 886            | -0,5%    |
| Cabeceiras de Basto | 241,82     | 15 558            | 16 710            | -6,9%    |
| Vieira do Minho     | 218,05     | 11 955            | 12 997            | -8,0%    |
| Mondim de Basto     | 172,08     | 6 410             | 7 493             | -14,5%   |
| Total               | 1 452,92   | 418 455           | 425 411           | -1,6%    |

### Jovens
A percentagem residentes de jovens no Ave situa-se nos 12,4%, acima da média da região Norte com 12,3% e abaixo da média nacional de 12,9%. Vizela, Famalicão e Guimarães são os municípios com a percentagem de jovens acima da média do Ave, com 12,8%, 12,8% e 12,5% respetivamente.

### Idosos
Os Censos de 2021 mostram, que 20,7% dos residentes do Ave são idosos, abaixo da média regional do Norte com 22,6% e da média nacional com 23,4%. Vieira do Minho e Mondim de Basto são de forma destacada os municípios que registaram uma percentagem de idosos mais alta da média do Ave, com 29,5% e 28,0% respetivamente. Do lado oposto Vizela, Famalicão e Guimarães são os que apresentam uma menor percentagem de idosos.

### Estrangeiros
Em 2022, os dados apontam que 1,9% da população residente no Ave são estrangeiros, abaixo da média regional do Norte com 3,3% e abaixo da média nacional com 7,5%. O município de Famalicão registou uma percentagem de 2,3%, acima da média do Ave, mas consideravelmente abaixo da percentagem nacional.